# Hospital Intercultural de Cañete
El Hospital Intercultural Kallvu Llanka es un recinto hospitalario público chileno, ubicado en la comuna de Cañete, en la provincia de Arauco, Región del Biobío. Forma parte de la red hospitalaria del Servicio de Salud Arauco (SSA), como un establecimiento de baja complejidad. Su calidad de intercultural se debe a que se incorporan elementos de la medicina tradicional mapuche, reconociendo parte del conocimiento ancestral de los machis. 

## Historia
Inaugurado en 2013 con el fin de reemplazar las dependencias del antiguo Hospital Dr. Ricardo Figueroa González, de menores dimensiones y que operaba en la comuna desde 1935, quedando reducido en espacio debido a la demanda con el crecimiento demográfico de la zona. El nuevo establecimiento fue trasladado desde el centro urbano hacia el acceso Norte del área urbana comunal. Su construcción y equipamiento contó con el financiamiento exclusivo del Ministerio de Salud. Su inauguración fue postergada durante tres años, debido a que la estructura sufrió daños producto del terremoto de 2010. La ceremonia inaugural realizada el 22 de octubre de 2013, contó con la presencia del Presidente de la República, Sebastián Piñera.

## Arquitectura y servicios
El establecimiento, de estilo arquitectónico moderno, fue construido en forma curva siguiendo una pendiente natural del suelo donde se encuentra ubicado. Incorpora elementos de la cultura mapuche en su interior, como la edificación de salas de espera con forma ovoide por alrededor de toda la edificación, las cuales representan a las rucas, que son las viviendas tradicionales de dicho pueblo indígena. En un área de 12 524 m2 construidos, alberga diferentes especialidades para la atención médica de baja complejidad. Asimismo, fue diseñado para prestar asistencia más cercana y expedita a los centros de salud de Tirúa y Contulmo, para pacientes que requieren más especialidades médicas en su atención.
Con respecto al grado de complejidad de los servicios de atención de salud del establecimiento, se encuentra subordinado al Hospital Provincial de Curanilahue, y este a su vez al Hospital Regional de Concepción, hacia donde los pacientes son derivados, en caso de requerirlo.
El arquitecto Chileno Manuel Alejandro Osses Guzmán se reunió durante un año, el 2005, con autoridades ancestrales del pueblo mapuche-lafquenche, organizados en el territorio del cono sur de la provincia de Arauco, en donde, a través de un proceso muy complejo pero enriquecedor, logró capturar las ideas que se discutieron en esa instancia participativa, lo que finalmente se plasmó en su modelo arquitectónico, siendo esta la segunda experiencia de diseño de un modelo de arquitectura mapuche moderna en el país. Posteriormente, el desarrollo de este anteproyecto fue encargado a la oficina de consultores Hildebrandt arquitectos e ingenieros asociados, a través de un proceso de licitación pública.